# بيتي دود
بيتي دود (بالإنجليزية: Betty Dodd)‏ هي لاعبة غولف أمريكية، ولدت في 1930، وتوفيت في 8 يوليو 1993 في سان أنطونيو في الولايات المتحدة.